# Soledad Álvarez
Soledad Álvarez (13 de diciembre de1950, Santo Domingo, ) es una escritora dominicana, poeta y ensayista.Fue la quinta mujer en ganar  el Premio Nacional de Literatura para escritores dominicanos en 2022.

## Trayectoria Laboral
Soledad Álvarez escribió sus primeros poemas cuando era adolescente y fueron publicados en varios periódicos y revistas locales. 
Al inicio de su carrera literaria en los años 70 estuvo con el grupo literario de La Antorcha y con los escritores de Poesía Joven Dominicana.Durante esta época también escribió la columna Soledad Álvarez escribe AM ( Soledad Álvarez escribe por la mañana).
En 1975, se mudó a Cuba donde estudió Filología, con especialidad en Literatura Hispanoamericana, en La Habana, Cuba, mientras trabajaba en el conocido Centro de Investigaciones Literarias (CIL) de Casa de las Américas, donde conoció a muchos autores latinoamericanos. Tras su regreso a República Dominicana trabajó como periodista, política cultural y fue autora de ensayos y poemas. Fue columnista de periódicos dominicanos como "El Nacional y el Listín Diario y encabezó el suplemento cultural Isla Abierta del periódico Hoy.También formó parte de la junta directiva de la Asociación de Críticos Literarios y fue miembro de la asociación de escritores “La Casa del Escritor Dominicano” de 1992 a 1994. Su ensayo La Magna Patria de Pedro Henríquez Ureña fue publicado en 1981(T: La Patria Grande de Pedro Henríquez Ureña), que trata sobre el famoso crítico literario dominicano y con la que ganó el Premio Siboney de Ensayo. 
El Periolibro dedicada a los Ureña (1996), publicado por la UNESCO y la editorial Fondo de Cultura Económica y que proporciona una red de diarios iberoamericanos, contó con Álvarez como editor. En 1994 se publicó su primer volumen de poesía, Vuelo Posible.Los poemas, tanto abstractos como sensuales, abordan la fugacidad del deseo y, con una perspectiva específicamente femenina, exploran las posibilidades de un equilibrio entre sentimiento y razón. Volumen de ensayos de Soledad Álvarez Complicidades en 1998 reúne críticas y comentarios sobre la literatura dominicana, en los que explora la interacción entre lector, texto, escritora e historia literaria. 
Soledad Álvarez, cuyos poemas han aparecido en numerosas antologías dominicanas e internacionales, fue miembro del jurado del prestigioso premio literario mexicano Juan Rulfo en 2002. Participó en el Festival Internacional de Literatura de Berlín 2005.Y es una de las tres personas a las que está dedicada la novela Años duros de Mario Vargas Llosa, publicada en alemán en 2020. En el epílogo se la describe como una vieja amiga de la protagonista principal de la novela histórica, Marta Borrero Parra.

### Trabajos seleccionados[6]
- La magna patria de Pedro Henríquez Ureña (1980)
- De tierra morena vengo (1986)
- Vuelo posible (1994)
- Complicidades (1998)
- Las estaciones íntimas (2006)
- De primera intención (2009)
- La ciudad en la poesía dominicana (2010)
- Autobiografía del agua (2015)
- Las voces del juicio (2016)

## Premios y reconocimientos
- Premio Nacional de Literatura (2022).[2][3]
- Premio Siboney de Ensayo con La magna patria de Pedro Henríquez Ureña.
- Premio Nacional de Poesía con Las estaciones íntimas (2006).
- XXII Premio Casa de América de Poesía Americana con Después de tanto arder (2022).[7]